# Leuchie House

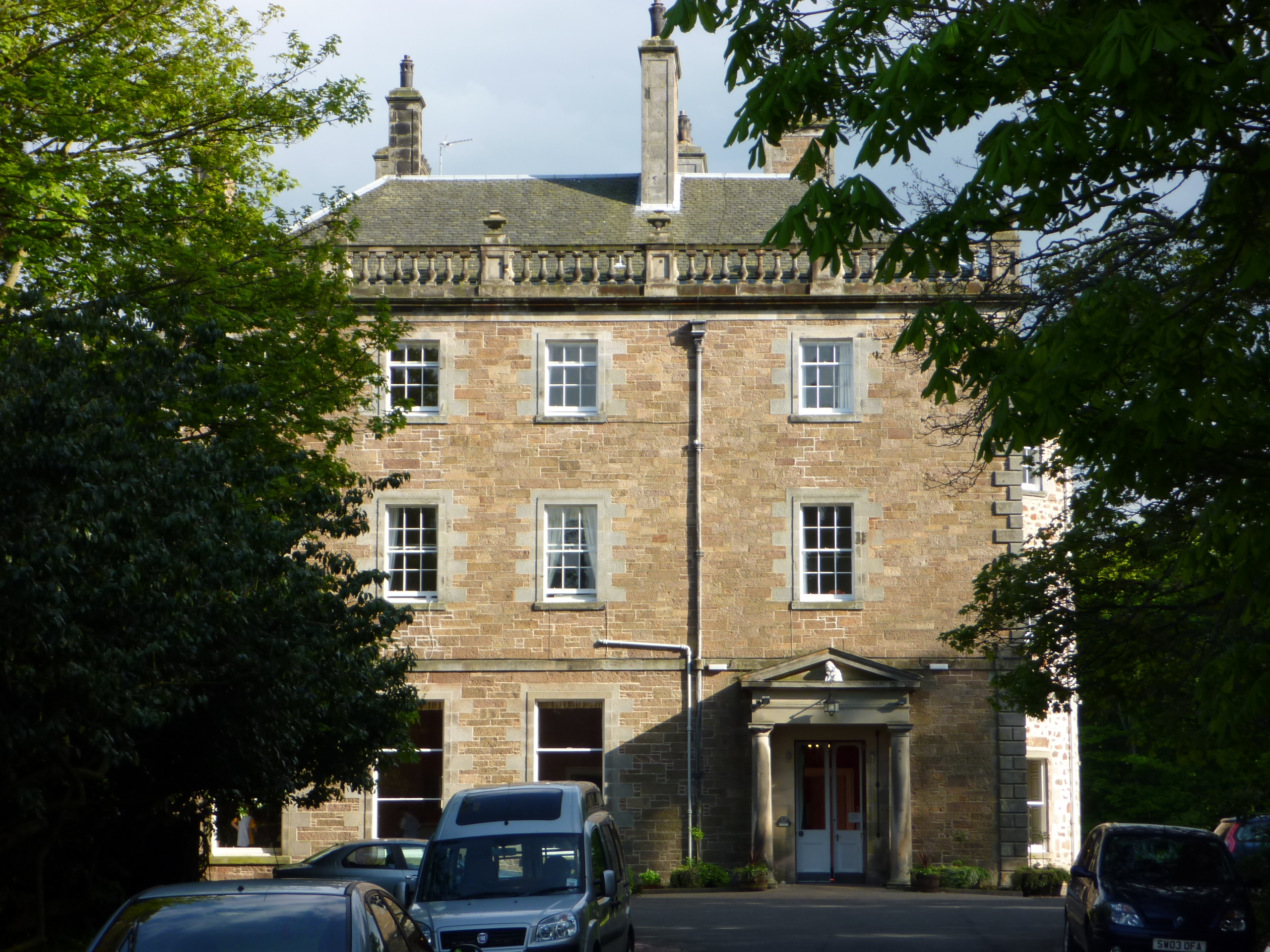
Leuchie House

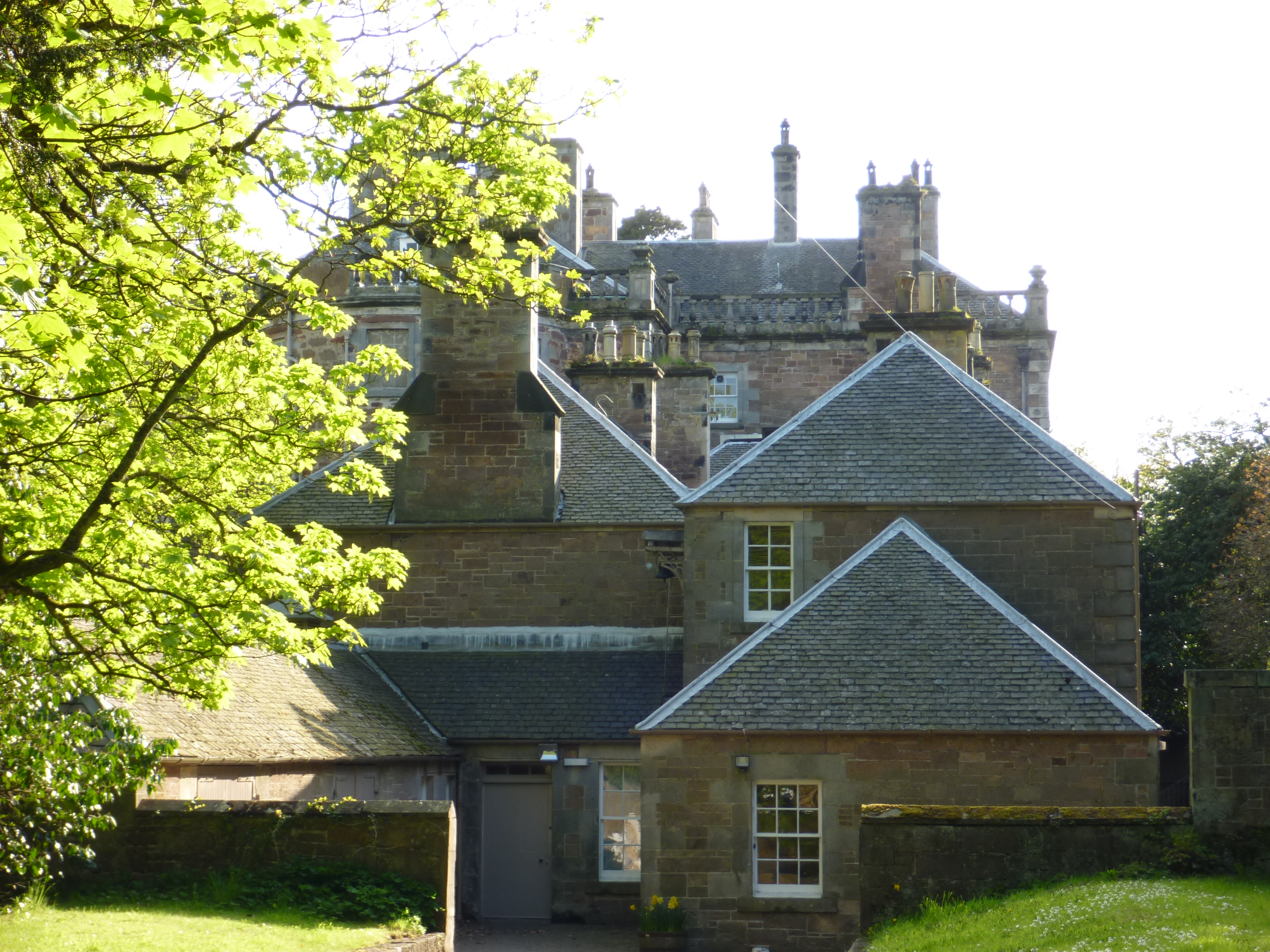
Gebäuderückseite

Leuchie House ist ein klassizistisches Herrenhaus südöstlich der schottischen Stadt North Berwick in der Council Area East Lothian. 1971 wurde das Bauwerk in die schottischen Denkmallisten in der höchsten Kategorie A aufgenommen. Des Weiteren wurden die zugehörigen Gärten in das schottische Register für Landschaftsgärten aufgenommen.

## Geschichte
Vom 12. bis zum 14. Jahrhundert gehörten die Ländereien von Leuchie zu den Besitztümern der Earls of Fife. Dort befand sich ein nicht näher beschriebenes Bauwerk, welches als North Berwick House bekannt war. Unter Robert II. ging Leuchie an den Clan Douglas über. Im Nachklang der Schlacht von Arkinholm im Jahre 1455 wurden sämtliche Besitztümer und Ländereien von James Douglas, 9. Earl of Douglas zu Gunsten der Krone eingezogen. 1479 gingen sie an Archibald Douglas, 5. Earl of Angus als Erbe James Douglas’ in zweiter Generation über und eine freie Baronie wurde eingerichtet.
Bis zum 17. Jahrhundert waren die Ländereien an die Elphinstone-Linie des Clan Johnstones übergegangen. 1699 erwarb Hew Dalrymple, Lord North Berwick, der bereits verschiedene umliegende Ländereien besaß, Leuchie. Er fasst sie zur Baronie North Berwick mit einer Fläche von über 15 km2 zusammen. Sein Enkel und Erbe Hew Dalrymple, 2. Baronet ließ das vorhandene Bauwerk auf Leuchie abbrechen und gab 1779 die Errichtung des heutigen Leuchie House in Auftrag. Das Herrenhaus wurde 1785 fertiggestellt und Dalrymple bewohnte es bis zu seinem Tode fünf Jahre später. Sein Erbe Hew Dalrymple, 3. Baronet erbte auch Bargany House in Ayrshire und verlegte seinen Sitz nach dort.
In der Folgezeit wurde Leuchie House innerhalb der Familie vererbt und stand teilweise leer. Hew Hamilton-Dalrymple, 10. Baronet erbte das Anwesen 1959 und errichtete ein neues Gebäude in den Gärten von Leuchie House, das er bewohnt. Leuchie House verpachtete er an den Servitenorden, der es seitdem als Pflegeheim nutzt.